# Coming Home (альбом)
Coming Home — п'ятий студійний альбом американського поп-панк гурту New Found Glory. Виданий 19 вересня 2006 року на Geffen Records. Продюсером альбому виступив Том Пананзіо. Платівка є концептуальним альбомом адже всі композиції у ньому об'єднані темою далекого дому та сумом за рідними.
Альбом суттєво відрізняється від попередніх робіт гурту наявністю класичного рокового звучання з додаванням партій на фортепіано. Платівка була гарно сприйнятий критиками за своє «гармонійне та витримане звучання». Тривалість альбому майже 50 хвилин і це найдовший студійний альбом у дискографій New Found Glory. Досягнув 19 місця у Billboard 200 та 8-го у Rock Albums . Coming Home потрапив до 10 найбільш значимих альбомів 2006 року за версією журналу Alternative Press. Незважаючи на успіх альбому, жодного додаткового синглу не було представлено, а згодом група розірвала відносини з Geffen Record.
Японська версія альбому, яка була видана 13 вересня 2006 року мала бонусні треки. Також один додатком трек дув доступний користувачам iTunes Store. Крім цього до диску який продавався у мережі Best Buy додавався спеціальний ваучер, який давав змогу безкоштовно завантажити чотирнадцятий трек альбому під назвою «Over Me».

## Список пісень
Автор музики і слів New Found Glory. 
| Coming Home | Coming Home           | Coming Home |
| #           | Назва                 | Тривалість  |
| ----------- | --------------------- | ----------- |
| 1.          | «Oxygen»              | 3:15        |
| 2.          | «Hold My Hand»        | 3:42        |
| 3.          | «It's Not Your Fault» | 3:37        |
| 4.          | «On My Mind»          | 3:56        |
| 5.          | «Coming Home»         | 4:09        |
| 6.          | «Make Your Move»      | 4:02        |
| 7.          | «Taken Back by You»   | 3:25        |
| 8.          | «Too Good to Be»      | 2:59        |
| 9.          | «Love and Pain»       | 3:03        |
| 10.         | «Familiar Landscapes» | 3:19        |
| 11.         | «When I Die»          | 3:43        |
| 12.         | «Connected»           | 3:38        |
| 13.         | «Boulders»            | 5:23        |
| 49:11       |                       |             |

| Бонус-треки у японському виданні | Бонус-треки у японському виданні | Бонус-треки у японському виданні |
| #                                | Назва                            | Тривалість                       |
| -------------------------------- | -------------------------------- | -------------------------------- |
| 14.                              | «Make It Right»                  | 3:09                             |
| 15.                              | «Golden»                         | 3:37                             |
| 16.                              | «It's All Around You»            | 2:28                             |

| Бонус-трек для користувачів iTunes Store | Бонус-трек для користувачів iTunes Store | Бонус-трек для користувачів iTunes Store |
| #                                        | Назва                                    | Тривалість                               |
| ---------------------------------------- | ---------------------------------------- | ---------------------------------------- |
| 14.                                      | «Making Plans»                           | 3:00                                     |

| Бонус-трек для покупців диску у мережі Best Buy | Бонус-трек для покупців диску у мережі Best Buy | Бонус-трек для покупців диску у мережі Best Buy |
| #                                               | Назва                                           | Тривалість                                      |
| ----------------------------------------------- | ----------------------------------------------- | ----------------------------------------------- |
| 14.                                             | «Over Me»                                       | 2:49                                            |

## Учасники

### New Found Glory
- Джордан Пандік — вокал
- Чед Гілберт — гітара
- Стів Кляйн — гітара
- Іан Грашка — бас-гітара
- Кір Болукі — ударні